# Cepedak
Cepedak is een bestuurslaag in het regentschap Purworejo van de provincie Midden-Java, Indonesië. Cepedak telt 2957 inwoners (volkstelling 2010).